# Edgar Pons
Edgar Pons Ramón (Barcelona, 16 de junho de 1995) é um motociclista espanhol, que atualmente compete na Moto2 pela Pons HP40.

## Carreira
Filho do ex-piloto Sito Pons, Edgar fez sua estreia na Moto2 em 2014. Em 29 corridas disputadas, marcou apenas 4 pontos.
Seu irmão mais velho, Axel, também corre na Moto2, pela equipe RW Racing GP.